# Tianda jiangjun
Tianda jiangjun est un astérisme de l'astronomie chinoise. Il est décrit dans le traité astronomique du Shi Shi, qui décrit les astérismes composés des étoiles les plus brillantes du ciel. Il se compose de onze étoiles d'éclat variable dont toutes ne sont pas facilement identifiables du fait de leur faible éclat. Elle est située à cheval sur les constellations occidentales d'Andromède, du Triangle et empiète très légèrement sur Persée.

## Composition de l'astérisme
Tianda jiangjun correspond à un ensemble d'étoiles s'étendant de la portion nord-ouest de Persée jusqu'à la constellation du Triangle. Toutes ses étoiles ne sont pas identifiables avec certitude, mais on peut par élimination proposer la composition suivante, donnée dans le sens des aiguilles d'une montre partant de l'étoile la plus lumineuse :
- γ Andromedae (Almach, magnitude apparente 2,1)
- ϕ Persei (4,0)
- 51 Andromedae (4,8)
- 49 Andromedae (5,3), membre le moins lumineux et le plus incertain
- χ Andromedae (5,0)
- υ Andromedae (4,1)
- τ Andromedae (5,0)
- β Trianguli (3,0)
- δ Trianguli (4,8)
- γ Trianguli (4,0)
- 58 Andromedae (4,8)

Même si les croquis de l'astérisme ne semblent pas l'inclure, il semble possible que ϕ Andromedae (4,3) en fasse partie au détriment de 49 And, à moins que ce ne soient ω Andromedae (4,8) ou ξ Andromedae (4,9) qui remplacent cet astre.

## Symbolique
Tianda jiangjun représente un militaire de haut rang, décrit comme le « Général céleste ». Selon certains  auteurs[Qui ?], l'ensemble de l'astérisme représente cette personnalité[réf. nécessaire], selon d'autres auteurs[Qui ?], une seule étoile de l'astérisme (la plus brillante, γ Andromedae) le représente, les dix autres correspondant à des soldats servant sous ses ordres.[réf. nécessaire]

## Astérismes associés
Tianda jiangjun est quelque peu isolé dans le ciel chinois. Il côtoie Daling, un mausolée situé immédiatement à l'est, ainsi que la loge lunaire Kui à l'ouest. Au nord se trouve l'extrémité de la route Gedao et au sud deux autres loges lunaires, Lou et Wei. Au nord se trouve également une écurie, Tianjiu, mais celle-ci n'est pas en rapport avec ce corps d'armée, car destinée aux messagers empruntant Gedao. Le seul astérisme directement en rapport avec Tianda jiangjun est situé au sud de celui-ci sous le forme d'une seule étoile, Junnanmen, qui représente la porte sud du campement de Tianda jiangjun.